# ویبریو

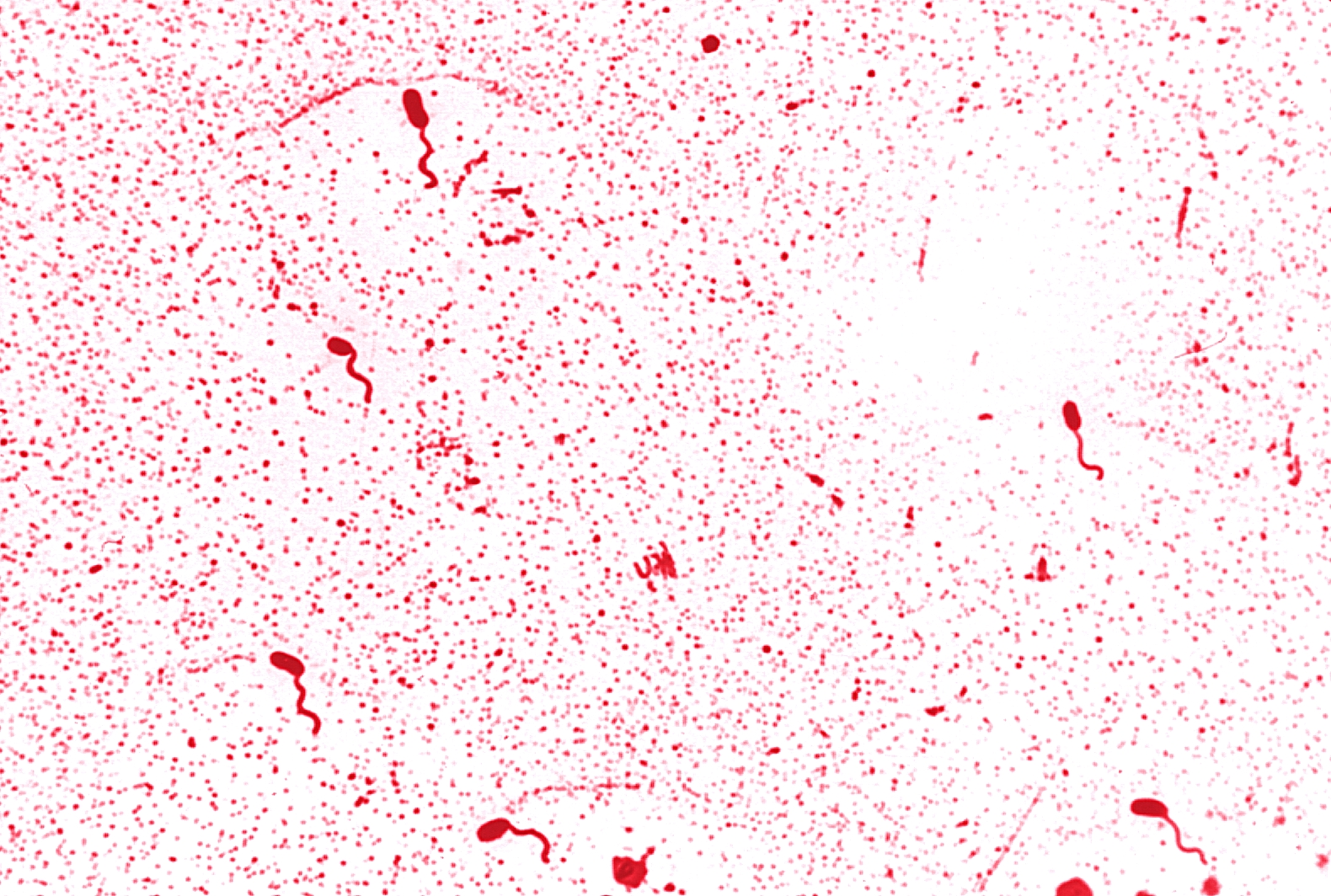
تصویر میکروسکوپی ویبریو کلرا پس از رنگ‌آمیزی گرم

ویبریوها یا خمیزهها  باکتری‌هایی هستند گرم منفی و دارای مژک. معمولاً در آب دریاها و آب شور یافت می‌شوند. این جنس جزء خانواده ویبریوناسه است. اندازهٔ معمول آن‌ها ۱-۳ میکرون است، ولی گاه تا ۱۳ میکرون هم می‌رسد.
این جنس بیش از ۶۰ گونهٔ مختلف دارد که سه گونهٔ آن بیماری‌زاتر از بقیه هستند:
- ویبریو کلرا (V.cholera) که عامل بیماری وبا است.
- ویبریو پاراهمولیتیکوس (V. parahaemolyticus)
- ویبریو ولنیفیکوس (V.vulnificus)